# GACKT YELLOW FRIED CHICKENs 煌☆雄兎狐塾 〜男尊女秘肌嘩祭 四十九日〜
『GACKT YELLOW FRIED CHICKENs 煌☆雄兎狐塾 〜男尊女秘肌嘩祭 四十九日〜』 (ガクト イエロー フライド チキンズ キラメキオトコジュク ダンソンジョヒハダカマツリ ヨンジュウクニチ)は、YELLOW FRIED CHICKENzのライブ・ビデオ。

## 概要
- 2010年3月に川崎チッタにて行われた漢(オトコ)限定ライブで、タイトルにある四十九日は、開催から49日目にDEARSで限定発売されたことに由来。
- 全楽曲がYELLOW FRIED CHICKENz名義としては、初披露となっている。

## 演奏
- GACKT - 塾生筆頭 / Vocal
- YOU - 左勇弦 / Guitar
- CHACHAMARU - 右義弦 / Guitar
- CHIROLYN - 護弦 / Bass
- JUN-JI - 打堕 / Drums

## 収録曲
1. 斬 〜ZAN〜
オープニングナンバー。イントロやサビなどで、炎が上がる演出がなされる。
2. DYBBUK
イントロなどで、スモークが上がる演出がなされる。
3. NINE SPIRAL
Gackt名義として行われたライブ『Gackt Starlight GIG 美浜海遊祭2000 〜壮麗な夜会〜』以来となる、原曲キーでの演奏。なお、原曲のイントロのオルゴールとギターが初めてカットされていない。
4. SPEED MASTER
Gackt名義として行われたアルバムツアー『Gackt Live Tour 2002 下弦の月』以来となる、原曲キーでの演奏。
イントロでスモークが上がる演出がなされる。
5. LU:NA
ライブでは初となる、キーを半音下げての演奏。間奏でGACKTがネクタイを外し、Yシャツを破いた後、そのYシャツを客席に投げ入れる演出がある。
6. 君が待っているから
キーを下げての演奏。
7. MIND FOREST
8. WHITE EYES
キーを下げての演奏。
9. JUSTIFIED
10. JESUS
11. FLOWER
12. KAGERO
本編ラストナンバー。
13. UNCONTROL ♂狂喜乱舞 edit.♂
アンコールナンバー。アレンジバージョンでの演奏。本作発売当時は音源化されていなかったが、企画アルバム『ARE YOU "FRIED CHICKENz"??』に、このライブの音源が、38thシングル「EVER」には、スタジオレコーディング音源が収録されている。